# Tidslinje for islam
Denne tidslinje for islam er ikke fuldstændig. F.eks. mangler der data fra islams ekspansion i Centralasien og fra de langvarige krige i Østeuropa og Rusland.
- 571 profeten Muhammed bliver født.
- 595 Muhammed gifter sig med Khadija
- ca. 610 Muhammed får sin første åbenbaring i en hule nær Mekka.
- 611 Muhammed begynder at modtage åbenbaringer om Koranen
- ca. 610-22 Muhammed prædiker i Mekka.
- 615 Muslimer udvandrer til Abessinien for at undgå forfølgelse. Kong Negus af Abessinien modtager dem venligt og konverterer til islam.
- 622 Hidjra – Muhammed og hans følge flygter til Medina. Den islamiske kalender (AH, Anno Hegirae) begynder.
- 624 Muslimer angriber med held karavaner fra Mekka ved Badr.
- 625 Muslimer lider nederlag til Mekka ved Uhud.
- 630 Muslimer indtager Mekka. Ka'ba renses, pilgrimsritualerne islamiseres og de arabiske stammer sværger troskab til Muhammed.
- 632 Muhammed dør, og Abu Bakr vælges som kalif.
- 632-634 Abu Bakr kalif.
- 632-33 Frafaldskrigene genskaber loyaliteten over for islam .
- 633 De muslimske erobringer (Futuhat) begynder.
- 633-44 Muslimske hære erobrer den frugtbare halvmåne (Ægypten, Syrien, Palæstina, Mesopotamien), den nordafrikansk kyst og dele af det persiske og byzantiske rige.
- 644-656 Uthman kalif. Koranens tekst bliver fastlagt.
- ca. 650 Uthman får Koranen skrevet ned.
- 656 Uthman bliver myrdet, og Ali bliver den fjerde kalif.
- 656-661 Ali kalif.
- 657 Slaget ved Siffin. Mu'awiya, Syriens hersker, kræver kalifatet.
- 659 Adruhs afgørelse kan ikke accepteres af Alis tilhængere.
- 661 Ali bliver myrdet, og Mu'awiya bliver kalif. Dette indleder umayyadernes kalifat (661-750). Islam rykker mod vest hen over Nordafrika til Spanien, mod øst til Indien og mod nord til Samarkand.
- 670 Qairowan (i det nuværende Tunesien) bliver grundlagt af Uqbah bin Nafi, Radi-Allahu anhu.
- 680 Uqbah bin Nafi, Radi-Allahu anhu, marcherer vestpå og gør krav på hele Afrika for islam. Husayns død bliver begyndelsen til Shi'at Ali ("Alis parti") eller Shi'a sekten.
- 680'erne Shiitterne skilles fra resten af ummah (det muslimske fællesskab).
- 685-705 Abd al-Maliks regeringstid, hvor administrationen bliver centraliseret og arabisk bliver officielt sprog (i stedet for henholdsvis græsk og persisk). Udmøntning af arabiske mønter sættes i gang.
- Sidste halvdel af det 7. århundrede De regerende lag i Øst- og Vestafrika konverterer til islam.
- 698 Byzantinerne flygter fra Karthago, og muslimerne får fuldt herredømme over berbernes landområde.
- 8. og 9. århundrede Der opstår grupper af muslimske asketer og mystikere.
- 710 Arabiske hære trænger ind i Spanien fra Nordafrika.
- 732 Det muslimske rige når sin største udstrækning. Udfaldet af slaget ved Tours forhindrer videre fremtrængen ind i Vesteuropa.
- 747 Umayyaderne lider nederlag til oprørere.
- 750 Muslimske arabere har skabt et mægtigt, islamisk rige i Mellemøsten. Abu l'Abbas bliver kalif i Iraq.
- 750-1258 Abbasidedynastiet.
- 754 Baghdad (Madinat al-Salam, "fredens by") bliver Abbasiderigets nye hovedstad.
- 755 Abd ar-Rahman grundlægger et Umayyadedynasti i Cordoba.
- 765 Ismaili-shiismen dannes. Splid mellem shiiterne, hvor hovedparten er de moderne Imamiyya (Tolverne), som kan samarbejde med Abbasidekalifferne, mens mindretallet er de mere ekstreme Isma'iliyaa (Syverne).
- 874 Tolver-shiismen grundlægges.
- 786-809 Harun ar-Rashids regeringstid, som er kendt fra Tusind og en Nat. Den Islamiske Guldalders begyndelse.
- 9. og 10. århundrede Kanoniske Hadithsamlinger. Det er nedskrevne samlinger af profetens udsagn. Sicilien kommer under muslimsk styre.
- 813-33 Al-Ma'muns regeringstid. Teologisk strid om, hvorvidt Koranen er skabt eller ikke-skabt og evig. Et centrum for oversættelse af græske tekster til arabisk bliver grundlagt i Bagdad.
- 869-883 De sorte slavers (Zanj) oprør bliver knust endegyldigt.
- 900 Arabiske handlende slår sig ned i Ghana, hvor de missionerer for islam. Blandt de første omvendte er Mandinke, et handelsfolk i det sydlige Sahara. De spreder islam ud over hele Vestafrika, hvor mange konverterer.
- 908 Den første Fatimidekalif i Tunesien.
- 909-1171 Fatimidedynastiet i Ægypten.
- 928 Umayyaden Abd ar-Rahman 3. erklærer sig for kalif i Cordoba.
- 940 Muhammad al-Mahdi, den tolvte imam, forsvinder. Tolver-shiitterne venter stadig på den skjulte imams genkomst.
- 945 De persiske Buyider invaderer Baghdad og tager magten fra kaliffen.
- 969 Fatimiderne får magten i Ægypten og angriber Palæstina, Syrien og Arabien. Cairo (Al-Qahira, "den sejrrige by") bliver grundlagt.
- 980-1037 Avicennas livstid. Han var en iransk læge og aristotelisk filosof.
- 996-1021 Fatimiden al-Hakims regeringstid. Hamza ibn Ali skaber grundlaget for den drusiske religion.
- Sidst i det 10. århundrede Almindelige mennesker i Vestafrika begynder at konvertere til islam.
- 1000 Byen Timbuktu bliver grundlagt. Arabisk bliver et lingua franca for de mange folkeslag i Vestafrika.
- 1030 Umayyadekalifatet i Cordoba bliver slået under den kristne reconquista.
- 1055 De tyrkiske selsjukker indtager Baghdad. Fra dette tidspunkt er abbasiderne kun regenter af navn.
- Det 11. århundrede De kristne generobrer store dele af Spanien. Sicilien bliver indtaget af normannerne, og korsfarerriger bliver etableret kortvarigt i Palæstina og Syrien.
- 1071 Seljukkerne besejrer byzantinerne i slaget ved Manzikert.
- 1087 Soninke tager magten fra almoraviderne i Sahelområdet.
- 1090 Hasan-i Sabbah erobrer Alamut i de persiske bjerge, hvor sekten assassinerne bliver skabt.
- 1095-1270 Korstog til det hellige land.
- 1099 Korsfarerne indtager Jerusalem.
- 1100 Berberne tilkæmper sig magten i Norafrika.
- 12. og 13. århundrede Sufi ordenen (turuq) bliver grundlagt.
- 1126-98 Averroës' levetid. Han var en muslimsk filosof fra Cordoba, der forsøgte at integrere islam med antikkens græske filosofi.
- 1171 Fatimiderne mister magten i Ægypten, da Saladin erobrer landet.
- 1174 Saladin erklærer sig sultan af Ægypten og Syrien.
- 1193 Saladin dør, men inden da er de fleste korsfarerstater generobret for islam.
- 1200-1526 Delhisultanatet i Nordindien.
- 13. århundrede Assassinerne udslettes af mongolerne. Indiske herskere i Delhi tiltager sig sultantitel. Den spanske mystiker, Muhyi al-Din ibn al-Arabi (1165-1240) virker i de muslimske dele af Spanien.
- 1203 Kong Sumanguru styrter soninkekongen.
- 1221 Djenghis Khan og mongolerne trænger ind i Persien.
- 1235 Kongen af Mali besejrer kong Sumanguru, og Mali overtager Ghanas rolle.
- 1241 Mongolerne indtager Punjab.
- 1258 Mongolerne erobrer Baghdad, byen bliver plyndret og kaliffen dræbt. Det afslutter abbasidekalifatet.
- 1281-1324 Uthman (Osman)s regeringstid. Han grundlægger det osmanniske rige. Muslimske handelsfolk og missionerende sufier slår sig ned i Sydøstasien.
- 1307 Mansa Musa, som er en troende muslim, bliver konge af Mali. I hans regeringstid forøges antallet af omvendte betydeligt.
- 1332 Mansa Musa dør, og Mali bliver styret af en række konger, der ikke kan forsvare landets enorme territorium.
- ca. 1350 Osmannerne erobrer Bursa (ved Marmarahavets sydlige bred) og Iznik og rykker ind i Østeuropa.
- 1350-1680 Muslimske stater i Sydindien.
- 1366 Det osmanniske riges hovedstad flyttes fra Bursa til Adrianopel.
- 1380-1918 Det osmanniske rige.
- 1380'erne Osmannerne kontrollerer Balkan.
- 1400 Mali svækkes langsomt, og berberne overtager handel og lærdomscentre i Timbuktu og Walata.
- 1400'erne Islam når til Filippinerne.
- 1435 Songhais fyrste erklærer Gao uafhængigt af Mali.
- 1453 Mehmet Erobreren (regeringstid: 1451-81) erobrer Konstantinopel og omdøber den til Istanbul. Sultanen bliver byzantinsk kejser.
- 1490 Askia Muhammad bliver konge af Songhai og erklærer islam for statsreligion.
- 1492 De kristne driver de sidste muslimer ud af Spanien, da Granada er erobret. Alle muslimer og jøder fordrives fra Spanien.
- 1500 Songhai bliver det største rige i Afrika med en stærkt muslimsk befolkning.
- 1501-1799 Safavidedynastiet i Iran. Isma'il (1487-1524) hævder at være den skjulte imam, og erklæres shah af Persien. Tolver shiismen bliver Persiens officielle religion.
- 1516 Osmannerne erobrer Syrien og Ægypten.
- 1517 Osmannerne har kontrollen over Mekka og Medina.
- 1520-66 Suleiman den Storslåedes regeringstid. Det osmanniske rige når sit højdepunkt. Ungarn og kystegnene i Tunesien og Algeriet kommer under osmannisk styre.
- 1526-1857 Moguldynastiet i Indien. Babur erobrer Delhisultanatet og får kontrol med Nordindien.
- 1556 Akbar grundlægger mogulriget i Nordindien.
- 1585 Marokkos fyrste erobrer Songhais saltminer.
- 1590 Marokkos fyrste sender tropper for at erobre Songhai. De erobrer først Gao, så Timbuktu og endelig Songhai.
- 17. og 18. århundrede Efter langvarige krige generobrer Venezia, Østrig-Ungarn og Rusland efterhånden de osmanniske områder i Europa.
- 1625 Java kommer under det muslimske kongerige Mataram.
- 1654 Taj Mahal færdiggjort.
- 1683 Osmannernes ekspansion i Europa standes i Slaget om Wien
- 1699 Ved underskrivelsen af Karlowitztraktaten må det osmanniske rige vedstå tabet af de første, betydningsfulde områder i Europa.
- 1720'erne Muhammad Abd al-Wahhab afviser sufisme og alle nyskabelser (bid'a). Han grundlægger det kommende saudiarabiske kongedømme. Hinduer tager magten fra mogulerne.
- 1738 Mogulriget bliver invaderet af afghanere.
- 1779 Afghanerne jages bort af Qajardynastiet, der regerer Persien indtil 1925.
- 1798 Napoleons ekspedition til Egypten.
- 1805 Muhammad Ali bliver Ægyptens guvernør, og landet bliver uafhængigt af osmannerne, får kontrollen med det vestlige Arabien og dele af Sudan. Den kulturelle renæssance nahdaen begynder omkring dette tidspunkt.
- 1807-76 Tanzimat-perioden, hvor det osmanniske rige gennemgår et intensivt program for modernisering af administration, lovgivning og lægekunst.
- 1815-1900 Kristen kolonisering af Nordafrika og Mellemøsten.
- 1830 Grækenland river sig løs fra osmannerne.
- 1850'erne Ikke-muslimske indbyggere i det osmanniske rige ligestilles med muslimerne.
- 1858 Den sidste mogul i Indien afsættes og hele subkontinentet kommer under britisk styre.
- 1876-1908 Abd al-Hamid 2.s regeringstid, som er en enevældig og religiøst konservativ periode i det osmanniske rige.
- 1878 Berlinkongressen anerkender Balkanstaternes uafhængighed af muslimsk styre.
- 1882-1952 Ægypten besat af briterne.
- 1908-18 Den nationalistiske bevægelse, "ungtyrkerne", opstår, og der kommer en mere liberal politik i det osmanniske riges sidste år.
- 1912 Grundlæggelsen af den Islamiske Union (Sareket Islam), som er en sydøstasiatisk bevægelse for modernisering.
- 1918 Det osmanniske rige bryder sammen. Folkeforbundet giver Storbritannien mandatoverhøjhed over Palæstina og Irak, mens Frankrig får magten i Libanon og Syrien.
- 1919-1984 Befrielse fra kolonistyre.
- 1923 Den tyrkiske republik dannes. Mustafa Kemal (Kemal Atatürk) bliver dens første præsident.
- 1928 Ikhwan al-Muslimun (Muslimske Broderskab) grundlægges i Ægypten.
- 1941 Jamaat-i Islami reformbevægelsen grundlægges i Lahore i Indien.
- 1945 Indonesien bliver en uafhængig republik.
- 1945-1960'erne Islam spredes til Vesten med masseindvandringer fra Asien, Afrika og Indien.
- 1947 Pakistan grundlægges som en islamisk nation. Islam bliver en mindretalsreligion i Indien.
- 1948 1. Arabisk-israelske krig (Israels uafhængighedskrig).
- 1957 Den uafhængige, malayiske stat oprettes med islam som officiel religion, men med garanteret tolerance.
- 1964 PLO grundlagt.
- 1967 2. Israelsk-arabiske krig (Seksdageskrigen)
- 1973 3. Israelsk-arabiske krig (Yom Kippur-krigen)
- 1979 Shahen af Iran bliver styrtet af den undertrykte befolkning og ayatollah Khomeini, skaber et strengt fundamentalistisk styre (teologisk-samfundsstruktur) efter shiitiske principper.
- 1990'erne Talibanerne kommer til magten i Afghanistan.
- 2001 Muslimske ekstremister angriber USA den 11. september.
- 2006 Muhammed-tegningernes offentliggørelse medfører uroligheder flere steder i den islamiske verden.
- 2011 Det arabiske forår fører med sig den største kulturelle revolution i de arabiske lande siden afkoloniseringen.